# Greg Stevenson
Gregory Lee Stevenson, conosciuto anche con il nome coreano di Mun Tae-yeong, detto Greg (문태영?; Goldsboro, 10 febbraio 1978), è un ex cestista statunitense naturalizzato sudcoreano, professionista nella NBDL, in Germania, Francia, Paesi Bassi, Ungheria e Corea del Sud.

## Palmarès
- Campione NBDL (2004)
- Coppa d'Olanda: 1

EiffelTowers Den Bosch: 2008